# Cuasisatélite

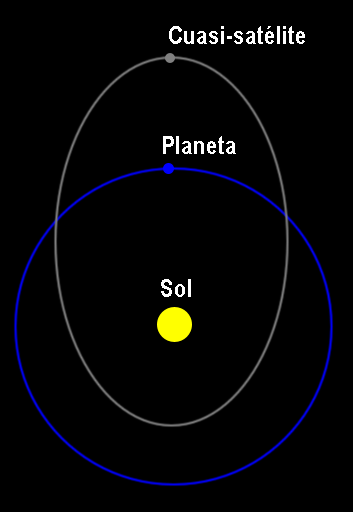
Diagrama de la órbita de un cuasisatélite genérico.

Un cuasisatélite es un objeto que, orbitando en torno a una estrella, se encuentra en resonancia orbital 1:1 con un determinado planeta. Debido a esta resonancia, el objeto puede mantener una órbita relativamente estable durante largos periodos de tiempo. 
Un cuasisatélite de un planeta completa una órbita alrededor de su estrella en el mismo tiempo en que lo hace el planeta, pero describiendo una órbita de distinta excentricidad. A diferencia de los "verdaderos" satélites, los cuasisatélites orbitan fuera de la esfera de Hill de su planeta, que es la zona en la que la fuerza gravitatoria que ejerce el planeta domina sobre las fuerzas gravitatorias de otros cuerpos celestes. Como consecuencia de ello, las perturbaciones gravitatorias externas tenderán a alterar la órbita del objeto, pudiendo finalmente desvincularlo de la resonancia con el planeta.

## Cuasisatélites conocidos
Tierra
A fecha de 2016, el planeta Tierra tiene 9 cuasisatélites conocidos:2013 LX28, 2006 FV35, 2014 OL339, 3753 Cruithne, 2002 AA29, 2003 YN107, 2004 GU9, 2010 SO16 2016 HO3. Se calcula que todos ellos permanecerán en estado de cuasisatélites durante miles de años o incluso más tiempo. 
Venus
Venus tiene un cuasisatélite, 2002 VE68. Este asteroide también cruza las órbitas de Mercurio y la Tierra. Los cálculos sobre este objeto indican que ha acompañado a Venus durante los últimos 7000 años, y que será expulsado de esa órbita dentro de unos 500 años.
Otros planetas
Simulaciones por ordenador permiten creer que potencialmente, tanto Urano como Neptuno podrían poseer cuasisatélites desde la propia formación del sistema solar, hace 4500 millones de años, pero sin embargo un cuasisatélite de Júpiter solo podría mantener estable su órbita durande unos 10 millones de años, y 100 000 años si lo hiciese sobre Saturno. Actualmente no se conocen cuasisatélites de estos planetas.